# 1859 코발렙스카야
1859 코발렙스카야(1859 Kovalevskaya)는 1972년 9월 4일 L. V. 주라플료바(L. V. Zhuravlyova)가 발견한 소행성이다. 러시아 수학자 소피야 코발렙스카야의 이름이 붙었다. 1859 코발렙스카야의 궤도는 소행성대 바깥쪽이며, 소행성 자체의 지름은 46.02킬로미터이다.
발견자 주라플료바는 하버드대의 소행성 발견자 목록 중 43위를 차지하고 있다. 그녀는 1972년부터 1992년까지 200개에 이르는 소행성을 발견했으며 그중 13개는 공동으로 발견한 천체이다.